# Prosevania enderleini
Prosevania enderleini är en stekelart som först beskrevs av Gyöö Viktor Szépligeti 1908.  Prosevania enderleini ingår i släktet Prosevania och familjen hungersteklar. Inga underarter finns listade i Catalogue of Life.